# Estadio Cartagonova
El Estadio Cartagonova es un estadio de fútbol ubicado en la ciudad de Cartagena (Región de Murcia, España). Situado en el ensanche de la ciudad, en la zona adyacente a la rambla de Benipila. De propiedad municipal, es el recinto donde juega sus partidos el F.C. Cartagena. Se inauguró en 1988 en sustitución del antiguo campo de la ciudad, El Almarjal. El 4 de enero de 2025 se instaló un nuevo videomarcador de 8x4m (32m²) y tecnología LED C-Slim P4, un banner LED de 60x1m entre lateral bajo y alto, la U televisiva y se aumentó el aforo en 107 localidades pasando de 14353 a las 14460 actuales.

## Historia
En 1987 se concretó la permuta de los terrenos donde se encontraba el antiguo campo de fútbol de Cartagena, El Almarjal (1925), entre el Ayuntamiento de la ciudad y la empresa Continente, acuerdo por el que esta cadena de hipermercados construiría un nuevo y moderno campo de fútbol quedándose a cambio con los terrenos del antiguo para construir un centro comercial.
Las obras de construcción de ambas instalaciones, el hipermercado y el campo de fútbol, fueron encomendadas al mismo gabinete profesional: CMMP Arquitectos (Cardona, Martín, Molina y Plaza), de Murcia. Estos se basarían para el diseño y ejecución en una obra de 1982, el Miniestadi del F. C. Barcelona, diseñado por el arquitecto catalán Josep Casals y el aparejador Ramón Domènech.
Así, el 27 de septiembre de 1987 se disputó el último partido en El Almarjal entre el Cartagena F.C. y el C.D. Castellón, un encuentro que finalizó con el triunfo de los de casa por cuatro goles a cero. Durante el transcurso de las obras de construcción del nuevo estadio, el equipo local, que militaba en la Segunda División A jugó sus partidos provisionalmente en el municipio vecino de Torre Pacheco.
Finalizadas en pocos meses las obras de construcción, el 7 de febrero de 1988 se disputó el primer partido en el nuevo estadio. Se trató de un Cartagena F.C. - Real Burgos que finalizó con empate a cero.
El primer gol del nuevo estadio fue marcado dos jornadas más tarde, y fue obra del jugador del Bilbao Athletic Uribarrena.
El nombre del estadio, Cartagonova, es tomado del nombre (Carthago Nova) con el que sería conocida la ciudad de Cartagena durante la época romana.
En el momento de la finalización de las obras no hubo acto de inauguración oficial, algo que se realizaría, curiosamente, nueve años después, el 11 de febrero de 1997, cuando se formalizó en los momentos previos a un partido España-Malta de selecciones sub-21.

## Características
El estadio está construido como una copia exacta del Miniestadi del FC Barcelona B que sirvió de modelo por ser considerado un ejemplo de modernidad y comodidad. El estadio tiene un aforo cercano a los 15000 espectadores, todos sentados. En sus primeros años la capacidad superaba los 20000, pero este número se vio reducido en enero del año 2000 cuando se colocaron butacas individuales en todo el anillo superior.
Está construido con dos anillos de grada superpuestos uno a otro en todo el perímetro del mismo. El anillo inferior (7 filas) y el anillo superior (13 filas), (15 filas en Tribuna alta) Solo la tribuna principal está cubierta. Dispone de un Palco VIP con 60 butacas abatibles.

### Otras instalaciones
- Gimnasio polivalente (Dispone de sala de musculación)
- Cafetería-bar (Madness Coffee)
- Área FCC Bussines (Privado) con aforo para 150 personas en interior y 80 en butacas exteriores (Modo partido)

## Equipos locales
Desde su inauguración hasta la temporada 1995/96, el equipo local y entonces primer equipo de la ciudad, el Cartagena F.C., conocido popularmente como el Efesé, fue el que disputó sus partidos como local en el estadio Cartagonova. La retirada por graves problemas económicos de aquel equipo en plena competición (se encontraba entonces encuadrado en la Tercera División) descabezó el fútbol local.
Tomó el relevo el Cartagonova C.F., nacido en 1995 y que en una meteórica trayectoria ascendió a la Segunda División B en pocos años, estando a punto de alcanzar el ascenso a Segunda División A en la noche del 30 de junio de 1999 ante el Córdoba Club de Fútbol. Pero el equipo albinegro no logró el ansiado ascenso.
El Cartagonova C.F. cambió su nombre en 2003 por el de Fútbol Club Cartagena. En la actualidad milita en la Segunda División A de España tras conseguir el ascenso frente al Atlético Baleares en el play off disputado el 19 de julio de 2020 a partido único por motivo de la pandemia del COVID-19

## Eventos deportivos
A lo largo de su historia, se han disputado en el estadio los siguientes encuentros internacionales:
- 1989 - España-Grecia. Selecciones Sub-18.
- 1997 (11 de febrero) - España-Malta. Selecciones Sub-21.
- 2000 (26 de enero) - España-Polonia. Selecciones Absolutas.
- 2002 (20 de marzo) - Corea del Sur-Finlandia. Selecciones Absolutas.
- 2009 (10 de febrero) - España-Noruega. Selecciones Sub-21
- 2013 (14 de octubre) - España-Hungría Selecciones Sub-21. (Clasificación para la Eurocopa Sub-21 de 2015.
- 2015 (26 de marzo) - España-Noruega Selecciones Sub-21.
- 2017 (14 de noviembre) - España-Eslovaquia (Clasificación para la Eurocopa Sub-21 de 2019.[1]
- 2024 (29 de noviembre) - España-Corea del Sur (Selección Femenina Absoluta, amistoso).

Así mismo, el 28 de febrero de 2007 acogió, con motivo del I Centenario del Fútbol en Cartagena, el partido entre la Selección de Cartagena y la de Islas Feroe.
Igualmente, el 26 de diciembre de 2007 la Selección de fútbol de la Región de Murcia disputó el tercer partido de su historia en Cartagena -primera vez que lo hacía en esta ciudad-, venciendo por un gol a cero a la selección de Guinea Ecuatorial.

## Eventos extradeportivos
Hasta el ascenso del Fútbol Club Cartagena a Segunda División A, el estadio fue sede cada año de varios eventos de las fiestas de Carthagineses y Romanos. Algo que dejó de hacerse en 2009 al no permitir la normativa de la Liga de Fútbol Profesional la entrada de animales a los terrenos de juego.
Además el estadio ha acogido conciertos de artistas como:
- Sting, el 19 de abril de 1996 ante 6000 personas.
- Gloria Estefan, el 27 de octubre de 1996 ante 16 000 personas.[3]
- Alejandro Sanz, el 14 de julio de 2016 ante más de 10 000 personas.[4]

En los conciertos de Sting y Gloria Estefan, el Fútbol Club Cartagena no obtuvo ingresos de ningún tipo, mientras que en el concierto de Alejandro Sanz obtuvo unos ingresos cercanos a los 15 000 euros gracias al proyecto "FC Cartagena Eventos".

## Curiosidades
- Fue el primer estadio de la Región de Murcia en el que jugó la selección absoluta de España. Fue en un partido disputado el 26 de enero del año 2000 contra la selección de Polonia.
- El 17 de enero del año 2018 albergó por primera vez un entrenamiento de la selección absoluta de fútbol femenino de España, preparatorio para el encuentro amistoso del día 20 de enero ante el combinado holandés en las instalaciones del Pinatar Arena.[6]

- El nombre del estadio debe su origen a la colonia fundada por Asdrúbal el Bello, un general de Cartago, en el siglo III a. C. de nombre Cartago nova en la actual Cartagena.

## Ubicación y accesos
El estadio se encuentra en la avenida de El Cantón, en la zona del ensanche de Cartagena. Ocupa la manzana delimitada por la avenida de El Cantón, la rambla de Benipila y el parque Vallejo Alberola.

### En autobús
Las paradas de autobús más cercanas se encuentran en la Alameda de San Antón (a 500 metros), donde prestan servicio las siguientes líneas urbanas:
| Línea | Recorrido                                    | Operador       |
| ----- | -------------------------------------------- | -------------- |
| 5     | Lo Campano - Los Gabatos / La Vaguada        | ALSA (TUCARSA) |
| 6     | Plaza de Alicante - Residencial Buenos Aires | ALSA (TUCARSA) |
| 7     | Cartagena - Polígono de Santa Ana            | ALSA (TUCARSA) |
| 8     | Icue Bus I                                   | ALSA (TUCARSA) |
| 9     | Icue Bus II                                  | ALSA (TUCARSA) |
| 14    | Cartagena (Capitanes Ripoll) - Albujón       | ALSA (TUCARSA) |

También presta servicio la línea interurbana entre Cartagena y Murcia.